# 319090 Barbarahillary
319090 Barbarahillary este o planetă minoră (asteroid) din centura de asteroizi. A fost descoperită pe 26 noiembrie 2005 la Mount Lemmon⁠(d) de Mount Lemmon Survey⁠(d). 
Obiectul prezintă o orbită caracterizată de o semiaxă mare de 3,0739422087146 UAi, o excentricitate de 0,1116875841008, o înclinație de 7,369185627264 ° în raport cu ecliptica.